# Fathi Terbil

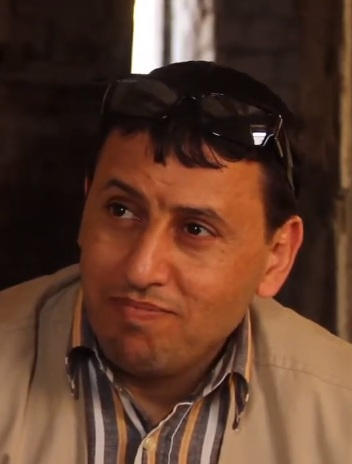
Fathi Terbil

Fathi Terbil (arabisch فتحي طربيل, auch Fatih Turbel) ist ein libyscher Rechtsanwalt, Menschenrechtsaktivist und Mitglied des Nationalen Übergangsrates, worin er Vertreter der Jugend ist.

## Leben
Terbil studierte an der Garyounis University in Bengasi.
Er ist Anwalt der Angehörigen von etwa 1200 ermordeten Häftlingen des Massakers, welches 1996 in dem Abu-Salim-Gefängnis in Tripolis von libyschen Sicherheitsleuten verübt wurde.
Dem Massaker fielen, nach Terbils Aussagen, auch sein Bruder Ismail Osma Terbil, sein Cousin Khaled Terbil, sein Schwager Jamal Muftah Al Rebaa sowie fünf ehemalige Kommilitonen zum Opfer.
Wegen seiner Nachforschungen bezüglich des Massakers wurde Terbil am 15. Februar 2011 von libyschen Sicherheitstruppen verhaftet, woraufhin ca. 200 seiner Klienten des Abu-Salim-Falls eine Sitzblockade vor einer Polizeiwache in Bengasi initiierten. Am Folgetag wurde Terbil freigelassen, die Demonstrationen wurden jedoch weitergeführt und mündeten am 17. Februar 2011 in einen von Oppositionellen ausgerufenen Tag des Zorns.
Im Jahr 2011 bekam er den Ludovic-Trarieux-Menschenrechtspreis vom Institut für Menschenrechte der Europäischen Anwälte verliehen. Außerdem kürte das Time Magazine ihn zu einem der hundert einflussreichsten Menschen des Jahres 2011.
Am 22. November 2011 wurde Terbil zum neuen Minister für Jugend und Sport der libyschen Übergangsregierung vereidigt.